# Ману Лілі Робін
Ману Лілі Робін (вал. Manw Lili Robin; нар. 26 лютого 2004, Росгадфан, Гвінед, Уельс) — валлійська співачка, представниця Уельсу на «Дитячому Євробаченні-2018», учасниця «Британія має талант» (9 сезон) в складі валлійського хору «Cor Glanetwy».

## Кар’єра
Вона виступала на «National Eisteddfod of Wales» та «Urdd National Eisteddfod» декілька разів, останній раз у 2017 році, та відвідує Ysgol Glanaethwy в Бангорі. 
У 2014 році Ману зіграла роль Авен у валлійській версії анімаційного фільму «Таємниця абатства Келс» (Cyfrinach Llyfr Kells), який транслювався на S4C 24 травня.
У 2015 році Manw була членом хору Уельсу Cor Glanetwy, який дійшов до фіналу «Британія має талант».

### Євробачення
Робін з піснею «Perta», яка спочатку мала назву «Hi yw y Berta», представляла Уельс на Дитячому пісенному конкурсі "Євробачення-2018". Пісня набула змін напередодні конкурсу в Мінську. Реліз нової версії відбувся одночасно з офіційним музичним відео, опублікованим 16 жовтня. Івен Гвінедд заявив в інтерв'ю, що слова були написані з акцентом на те, щоб звучати приємно для не-валлійців, з повторюваним хором, який глядачам було легко співати. На конкурсі Робін посіла 20 (останнє) місце з 29 балами.